# Дубовики (Смолевицький район)
Дубовики (біл. вёска Дабавікі) — село в складі Смолевицького району Мінської області, Білорусь. Село підпорядковане Усяжській сільській раді, розташоване в центральній частині області.